# Rural Areas and Development
Rural Areas and Development (RAD) – międzynarodowy rocznik naukowy, wydawany w języku angielskim pod auspicjami sieci badawczej European Rural Development Network (ERDN), przy wsparciu Instytutu Ekonomiki Rolnictwa i Gospodarki Żywnościowej – PIB w Warszawie. Redaktorem Naczelnym jest dr hab. Paweł Chmieliński.

## Cele i zakres tematyczny
„Rural Areas and Development” to seria monograficzna, która powstała w 2003 roku jako odpowiedź na potrzebę utworzenia forum wymiany myśli naukowej i doświadczeń badawczych dla badaczy z Europy, ze szczególnym uwzględnieniem krajów Europy Środkowo-Wschodniej, zarówno członków Unii Europejskiej, jak i krajów stowarzyszonych i kandydujących do Partnerstwa Wschodniego i Bałkanów Zachodnich.
Nadrzędnym celem (misją) rocznika jest integracja europejskich badaczy rozwoju obszarów wiejskich z otwarciem się na prowadzenia wysokiej jakości badań z całego świata.
W RAD publikowane są artykuły dotyczące badań nad rozwojem wsi, struktur społeczno-ekonomicznych i demograficznych społeczności wiejskich, rolnictwa rodzinnego, systemów żywnościowych oraz studiów regionalnych, lokalnych oraz rozwoju społeczności. Poruszana jest problematyka polityki publicznej i otoczenia instytucjonalnego obszarów wiejskich, w tym analiza instrumentów polityki państwa nakierowanych na poprawę sytuacji gospodarczej, społecznej i ekologicznej. Społeczność wiejska, przestrzeń i gospodarka stanowią główną oś badań prezentowanych w roczniku. Ujęcie interdyscyplinarne problemów badawczych wynika z potrzeby wyjścia poza stan wiedzy o wsi, gdzie rolnictwo nadal odgrywa znaczącą rolę, ale jednocześnie stanowi elementem szerokiego i złożonego systemu.

## Dostępność
„Rural Areas and Development” jest otwartą serią monograficzną publikowaną w modelu tzw. diamentowej drogi (diamond model of Open Access), czyli publikowanie w otwartym dostępie bez pobierania opłat od autorów. Artykuły dostępne są natychmiast bez okresu embarga i na stałe bezpłatnie zgodnie z zasadami licencji Creative Commons: uznanie autorstwa (CC BY), która zezwala się na kopiowanie, dystrybucję, wyświetlanie i użytkowanie dzieła i wszelkich jego pochodnych pod warunkiem umieszczenia informacji o twórcy.

## Skrót nazwy wg ISO 4
Według standardu ISO 4 (Informacja i dokumentacja – Zasady skrótem słów w tytułach i tytuły publikacji) skrót tytułu czasopisma brzmi: „Rural Areas Dev.”